# Raymond Augros
Pour les articles homonymes, voir Augros.
Raymond Augros, né le 4 septembre 1751 à Chalon-sur-Saône (Saône-et-Loire), mort le 18 octobre 1825 à Chalon-sur-Saône (Saône-et-Loire), est un militaire français de la Révolution et de l’Empire.

## États de service
Il entre en service le 8 septembre 1767, comme soldat au régiment de Lyonnais, et il quitte ce corps le 8 septembre 1775 par congé absolu. Il reprend du service le 20 mai 1776, comme soldat au régiment d’artillerie d’Auxonne, et il obtient son congé le 20 mai 1782.
Le 25 juillet 1792, il est élu capitaine au 2e bataillon des fédérés nationaux, au camp de Soissons. Il fait les campagnes de 1792, en Champagne, en Belgique et en Hollande au sein de l’armée du Nord, et le 15 mai 1793, il prend le commandement d’un détachement de son bataillon, que l’on envoie en poste en Vendée. Le 25 mai, il est nommé chef du 13e bataillon d’élite de la formation d’Orléans, devenu par embrigadement 6e demi-brigade d’infanterie de l’armée de l’Ouest le 16 août 1795, et devient le jour même chef de brigade de cette formation.
Le 5 juillet 1796, il est envoyé à l’armée d’Italie. Arrivé à Gap mi-juillet avec sa demi-brigade, celle-ci reçoit le 14 août 1796, sa dénomination définitive de 6e demi-brigade de ligne par suite de l’amalgame avec la 196e et plusieurs autres bataillons, et Augros étant le moins ancien chef de brigade du nouveau corps, est placé à la suite. Après le siège de Mantoue, il prend le commandement d’une colonne avec laquelle, il se trouve aux affaires de Brescia, Salo, Desenzano et au siège de Vérone. Le 13 juillet 1797, il reçoit le commandement de la place de Lonato, et le 13 novembre 1797, celui de la place de Tortone. Lors de la retraite de l’armée française d’Italie en mai 1799, il est envoyé à Grenoble, où, 24 heures après son arrivée dans cette ville, on lui confie le soin d’escorter les otages piémontais jusqu’à Dijon. Chargé de l’organisation des bataillons auxiliaires du département de Saône-et-Loire fin 1799, il remplit sa mission et vient ensuite à Paris. Le 4 juillet 1800, il part pour rejoindre sa demi-brigade à l’armée des côtes de l’Océan, et il passe ensuite à l’armée de réserve à Dijon. Un arrêté des consuls en date du 23 septembre 1800, le renvoie dans ses foyers comme officier à la suite avec traitement de réforme.
Il reprend du service le 2 juillet 1803, avec le grade de colonel adjudant de côte de la direction d’artillerie de Saint-Omer, et il est fait membre et officier de la Légion d’honneur le 14 juin 1804. Le gouvernement ayant licencié le corps des garde-côtes au mois de novembre 1814, il est obligé de solliciter sa mise à la retraite, qu’il obtient le 13 février 1815.
Il meurt le 18 octobre 1825, à Chalon-sur-Saône. 

## Sources
- A. Lievyns, Jean Maurice Verdot, Pierre Bégat, Fastes de la Légion-d'honneur, biographie de tous les décorés accompagnée de l'histoire législative et réglementaire de l'ordre, Tome 4, Bureau de l’administration, 1844, 640 p. (lire en ligne), p. 482.
- « Cote LH/75/52 », base Léonore, ministère français de la Culture
- Danielle Quintin et Bernard Quintin, Dictionnaires des colonels de Napoléon, S.P.M., 2013, 978 p. (ISBN 978-2-296-53887-0, lire en ligne), p. 53
- Jean Landrieux, Mémoires de l'adjudant-général Jean Landrieux : chef d'état-major de la cavalerie de l'armée d'Italie chargé du bureau secret, 1795-1797, A. Savine, 1893, p. 239.